# Блажівське нафтове родовище
Блажівське нафтове родовище — належить до Бориславсько-Покутського нафтогазоносного району Передкарпатської нафтогазоносної області Західного нафтогазоносного регіону України.

## Опис
Розташоване у Старосамбірському районі Львівської області на відстані 10 км від м. Старий Самбір.
Приурочене до першого ярусу складок північно-західної частини Бориславсько-Покутської зони.
Виявлене в 1955-56 рр. Блажівська складка є фронтальною структурою першого ярусу. По покрівлі ямненської світи — це вузька напівантикліналь півд.-сх. простягання розміром 4,7х2,5 м та висотою 1100 м. Півд.-східна перикліналь обмежена Волянським розломом. Півд.-зах. крило ускладнене підкидом амплітудою близько 300 м, яким структура ділиться на північному сході та півд.-зах. блоки. З півд.-зах. боку на структуру насунута Монастирецька складка.
Перший приплив нафти отримано з ямненських пісковиків опущеної присклепінчастої частини Блажівської складки (інт. 3348-3370 м) у 1991 р.
Поклади пластові, склепінчасті, тектонічно екрановані. Режим Покладів пружний та розчиненого газу. Колектори — товстошаруваті та масивні дрібно- і середньозернисті пісковики ямненської світи.
Експлуатується з 1993 р. Запаси початкові видобувні категорій А+В+С1: нафти — 1016 тис. т. Густина дегазованої нафти 841—876 кг/м³. Вміст сірки у нафті 2,0-2,32 мас.%. Розвідка родовища продовжується.